# Képzelt riport egy amerikai popfesztiválról (musical)
A Képzelt riport egy amerikai popfesztiválról (röviden: Képzelt riport vagy Popfesztivál) Déry Tibor azonos című kisregényének 1973-as magyar musicalváltozata. A kisregényt Pós Sándor alkalmazta színpadra, zenéjét Presser Gábor, dalszövegeit Adamis Anna szerezte. Ez volt a rockzenészként népszerű Presser Gábor első színházi munkája, a darab pedig az első sikeres magyar rockmusical révén utat nyitott a popzenének a magyar színházi és irodalmi életbe. A cselekmény egy amerikai rockfesztiválon bontakozik ki, középpontjában pedig egy magyar emigráns házaspár áll.
A tragikus musical 1973. március 2-i vígszínházi bemutatója után azonnali kritikai és kasszasiker lett hazai és (a vendégjátékoknak köszönhetően) európai szinten. A premier óta számos magyarországi és európai színpadon bemutatták, míg angol nyelven az USA-ban 1986 márciusában láthatta először a közönség. A Színházi kalauz szerint ezen bemutatók sorából „kiemelkedett Kovalik Balázs 1999-es szegedi színrevitele Juronics Tamás koreográfiájával, illetve Szikora János tartalmas, gondolatiságában letisztult szolnoki rendezése (2005).”
Az előadástól függetlenül is nagy sikert értek el a musical dalai, melyek a Locomotiv GT repertoárjának részét képezték. A darab rádiójáték változata is elkészült 1979-ben, míg a mű 25. évfordulóján a dalokat Borlai Gergő vezetésével felújították, melyek később egy újabb, koncertjellegű változat alapjául szolgáltak.

## Cselekménye

A 2005-ös szolnoki előadás plakátja

|  | Alább a cselekmény részletei következnek! |

A darab, hasonlóan az alapjául szolgáló regényhez, az altamonti rockfesztivál eseményeit és Meredith Hunter meggyilkolását meséli el azt Montanába helyezve, egy disszidált magyar házaspár szemszögéből, párhuzamot vonva a kábítószermámorban úszó tömeg és a nyilaskeresztesek között.

### Első felvonás
Autók végeláthatatlan sokasága, háromszázezer fiatal közeledik az eső áztatta autópályán a montanai rockfesztiválra („Menni kéne”). Az égen feltűnő madárrajok baljós árnyékot vetnek a tömegre („Valaki mondja meg”). A kocsisorban van József is, egy Magyarországról menekült New York-i férfi, aki szintén emigrált feleségét, Esztert keresi, aki ellenzése ellenére utazott a fesztiválra. Útközben felvesz egy fiatal stoppost, a Fiút, akit homoszexualitása miatt provokál, majd kidobja kocsijából. Eszterről és szerelmükről beszél egy idegen nőnek, aki párnapos frigyet ajánlott neki, s felesége megjelenik előtte látomásában („Arra születtem”). A fesztiválra érkezvén több ismerőssel, köztük Manuellel is találkozik, ám Eszter hollétére nem sikerül fényt derítenie („Ringasd el magad I.”). A kimerült József álomba merül. Eszter meglátja férjét, de nem ébreszti fel, s amerikai barátnőjével, Beverley-vel a bedrogozott tömegben tanúi lesznek, hogy a színpadon kitört verekedésben a biztonságért felelős Pokol Angyalai motoros banda egy tagja szíven szúr egy Meredith Hunter nevű fekete fiút. József meghallja Eszter sikolyát, akihez egy lány visz hírt férjéről, de ő visszautasítja a találkozást („Nem akarom látni”). A gyilkosság körülményeit egy Tanútól tudjuk meg, kinek vallomásából saját története is kibontakozik.
József folytatja a kutatást Eszter után. Találkozik a kábult ismerősével, Renével, akitől nem tud segítséget kapni. Összeismerkedik a drogos férjét kísérő kanadai doktornővel, Marianne-nel („A fák is siratják”). Józsefet egyre jobban aggasztja Eszter holléte, így továbbáll („Add, hogy még egyszer”).

### Második felvonás
A koncertező tömeget otthagyva Eszter és Beverley egy sátorba húzódik, ahol a Fiú hasist ad Eszternek („Ringasd el magad II.”). A kábítószer hatása alatt Eszterben felidéződnek a gettók emlékei, míg egy másik közeli sátorban József Joshua és Frantisek filozófiai eszmecseréjének fültanúja. A két szál párhuzamosan halad, s Eszter elmeséli házasságának történetét is. József és Eszter végre találkoznak („Vinnélek, vinnélek”), ám amíg József a kocsit keresi, amiben hazaviheti feleségét, Eszter ismét eltűnik.
Esztert, amikor Beverley-vel a koncertre tart, ismét kábítószeres víziók gyötrik, a koncertre igyekező fiatalok helyett menekülő zsidókat lát („Indulás a koncertre”), látomásában egy Nyilas Madár beszél hozzá, s ad neki újabb adag drogot. Mindeközben a tömeg elválasztja Beverley-től, s közben a színpadon a Bíró a Pokol Angyalát a gyilkosságról vallatja. Most már József és Beverley is Esztert keresi („Eszter keresése”). A keresés egyre szimbolikusabbá válik, „hiszen Eszter a tisztaság, az emberség jelképe”. Az Eszter víziójában érezte tűszúrás valódi volt, a Fiú adott neki heroint, s mikor József rálel, már haldoklik.
Józsefet önvád gyötri, és ahogy felesége holttestére borul, a Fiú hátba szúrja, de nem hal meg, a Fiút elkapják. A Bíró a gyilkost vallatja, Beverly – aki az eseményekről Billtől értesül, aki szintén szerette Esztert – a lányt gyászolja, halálának okát keresi („Arra született”). A finálé a rendezői koncepciótól függően vagy a Föld sebeinek begyógyítását (és a fesztivál után maradt hulladékhegyek eltakarítását) célként kitűző, reményteljes „Arra születtünk” vagy a sokkal melankolikusabb „Valaki mondja meg” repríze.
|  | Itt a vége a cselekmény részletezésének! |

## Dalok listája
| Első felvonás - „Menni kéne” – kórus - „Valaki mondja meg” – Tanú, kórus - „Arra születtem” – Eszter - „Ringasd el magad I.” – Manuel, kórus - „Nem akarom látni” – Eszter - „A fák is siratják” – Marianne - „Add, hogy még egyszer”/„Add hogy még egyszer lássam” – József, kórus | Második felvonás - „Ringasd el magad II.” – kórus - „Vinnélek, vinnélek” – Eszter és József - „Indulás a koncertre” – instrumentális - „Eszter keresése” – József és Beverley - „Arra született” – első, második és harmadik lány - „Finálé”/„Arra születtünk” – kórus |

A musicalben szereplő dalok több kiadást is megéltek, a Képzelt riporttól függetlenül is. A „Menni kéne”, a „Valaki mondja meg” és a „Ringasd el magad I.” című dalok szerepeltek a Szent István körút 14. című musicalben is. A „Valaki mondja meg”, a „Ringasd el magad I.” és a „Vinnélek, vinnélek” szerepelt a Vígszínházi búcsú kiadványon.
Továbbá a „Valaki mondja meg” szerepelt Sztevanovity Zorán Szép holnap (1987), a Géniusz Csillagból kő, Koncz Zsuzsa Miénk itt a tér, Zorán Koncert – Budapest Sportcsarnok (1996), Presser Gábor, Kovács Péter és Voga Viktória Koncert – Dalok régről és nemrégről (2003), Presser Dalok a színházból (2004), valamint Bereczki Zoltán és Szinetár Dóra Musical duett (2007) című albumán. Ezeken kívül feltűnt még a Koncert a Budapest Sportarénában (2005) és a Presser Gábor és vendégei – Jótékonysági koncert „Az Élet Menete Alapítvány” javára DVD-kiadványokon Zorán és Presser, illetve Presser előadásában.
A „Ringasd el magad” először egyperces változatban az azonos című 1972-es Locomotiv GT-albumon volt hallható, amely még csak előhírnöke volt a későbbi dalnak. A musical elkészülte után a dal felkerült az együttes Bummm! című albumára (1973) és a Báj-báj Loksi! videófelvételre (1992). Feldolgozta a Rapülők a Rapeta (1993) és a Riszájkling Show albumon, Balázs Péter és Török Gábor a Calypso duett albumon (1994), a Kimnowak a Ringasd el magad / Ide doki kell maxi CD-n (1997), Zámbó Jimmy 1999-ben, mely a 2005-ös Requiemen jelent meg, Makrai Pál a Best of Musical 1. – A világ legszebb musical slágerei magyarul válogatáshoz (2006), valamint Puskás Péter a Megasztár Allstar – A három sorozat legnagyobbjai! albumon. Presser Koncert – Dalok régről és nemrégről lemezén is hallható. A dal angolul „Rock Yourself” címen élt meg több felvételt.
„A fák is siratják” Király Linda (#1 – 2003) és Nguyen Thanh Hien (Megasztár – A legenda folytatódik – A döntősök kedvenc dalai – 2008) előadásában jelent még meg.
A „Vinnélek, vinnélek” szerepelt Faragó István Judy gitár (1983) és Presser Dalok a színházból albumán, és Falusi Mariann és Novák Péter előadásában feltűnt a Presser Gábor és vendégei – Jótékonysági koncert „Az Élet Menete Alapítvány” javára DVD-n.
A dalok ének-, zongora- és gitárkottáit tartalmazó füzetet a Rózsavölgyi és Társa Kiadó kiadó jelentette meg 1999-ben, majd két újabb kiadást élt meg 2004-ben és 2007-ben.

## Keletkezése

Portrék a Képzelt riport… alkotóiról
Déry Tibor, az alapmű írója
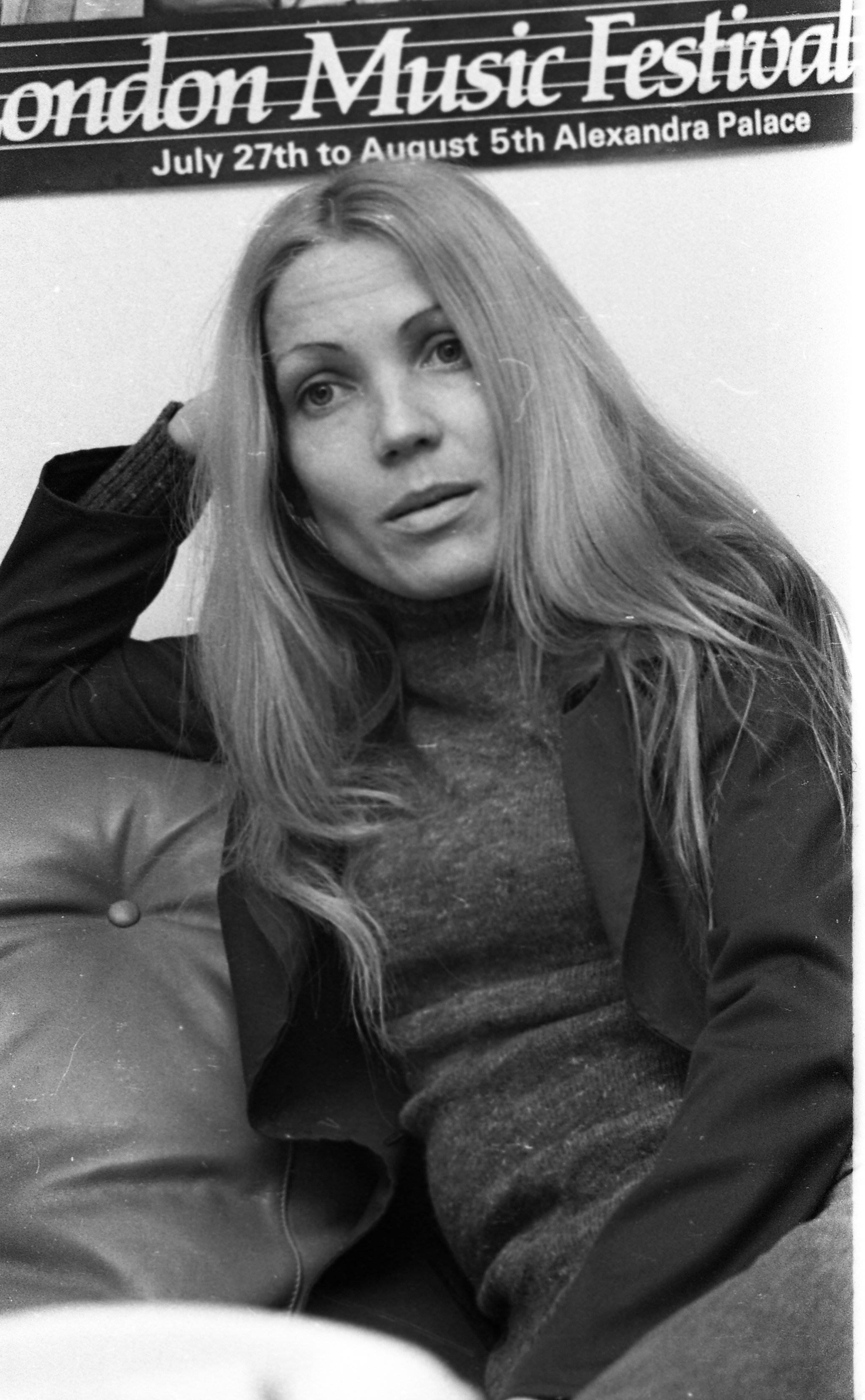
Adamis Anna, dalszövegíró
Marton László, rendező
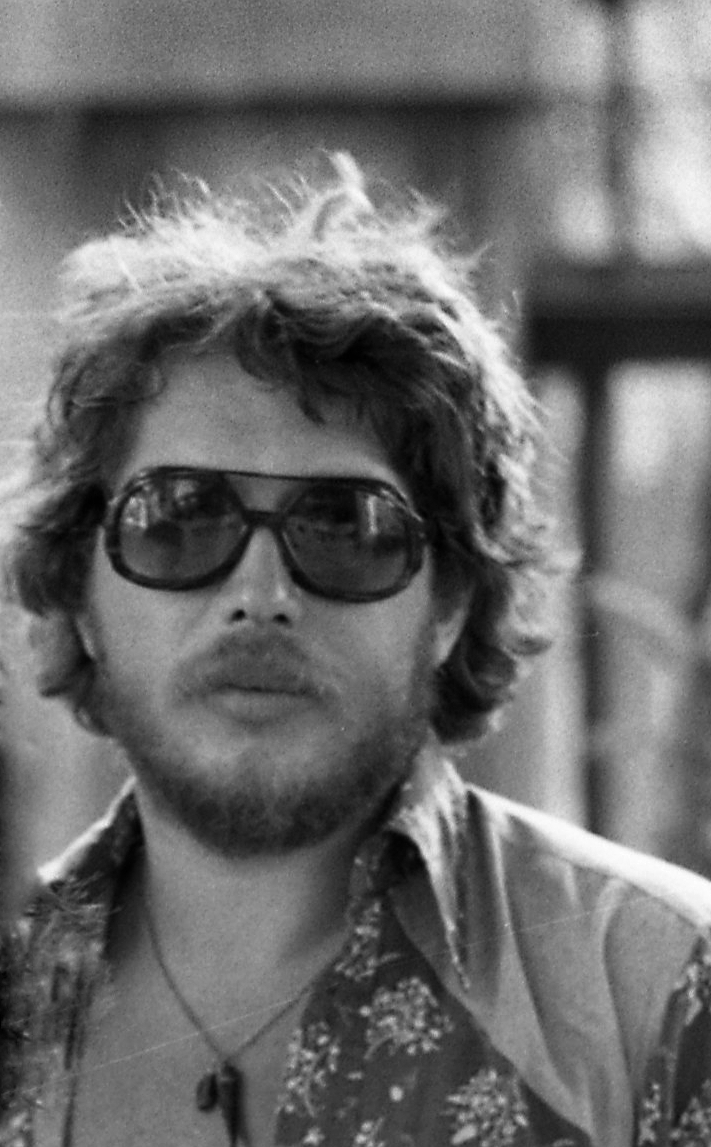
Presser Gábor, zeneszerző

Pós Sándor író–dramaturg, 1971-ben a Nemzeti Színház segédrendezője, a Műsoron: a színház című szakmai vitában látva rendezői pályájának megfeneklését, egy ifjúsági színház szükségességének ötletét vetette fel. A leendő műsortervet előkészítve talált rá Osztovits Levente javaslatára Déry Tibor Képzelt riport egy amerikai popfesztiválról című kisregényére, melynek témáját megfelelőnek találta a fiatal közönség számára. Mivel a színház-alapítási beadványára nem érkezett hivatalos válasz, a darab ötletével Both Bélát, a Nemzeti igazgatóját kereste meg, akinek tetszett az elképzelés, és megbízta Póst a dramatizálással, Déry pedig, bár a bemutatóig bizonytalan volt a vállalkozás sikerességében, beleegyezett. Miután Both nyugdíjba vonult, a Nemzeti új igazgatója, Marton Endre saját maga vállalta a darab rendezését, Póst pedig asszisztensének nevezte ki. A próbafolyamat három hónap múltán sem kezdődött el, így Déry – Pós egyetértésével – a darab jogait átadta a Vígszínháznak, Pós pedig a Magyar Rádióhoz szerződött.
Várkonyi Zoltán, a teátrum igazgatója megszerezte a bemutatóhoz szükséges engedélyeket – az MSZMP Központi Bizottságának Agitációs és Propaganda Osztálya elé a „a nyugati hippikultúra kritikája”-ként terjesztve – bár a hatóságok a próbákat is figyelemmel kísérték; és a fiatal Marton Lászlót bízta meg a rendezéssel. A próbafolyamat során Pós százhúsz oldalas kézirata jelentősen lerövidült, ellenben a Vígszínház hagyományainak megfelelően zenebetétekkel tarkították. A Képzelt riporthoz több „hagyományos” színházi zeneszerzőt ajánlottak, ám Marton szívesebben dolgozott könnyűzenészekkel. A dalok megkomponálására először az Illés-együttest kérték fel – akikre a kisregény többször hivatkozik és párhuzamba állítja őket a The Rolling Stonesszal – ám az együttes szerzőpárosa, Bródy János és Szörényi Levente a kisregény felszíni rockellenes jelentésrétege miatt visszautasította a lehetőséget (a kettős inkább a magyar történelemben keresett témát leendő rockoperájához, vö.: István, a király).

Következőnek a másik népszerű rockegyüttes, a Locomotiv GT szerzőpárosát, a színház világában még idegen Presser Gábort és Adamis Annát keresték meg. Kezdetben – az Illéshez hasonló okokból – ők is nemet mondtak, ám Presser, újragondolva a művet, megmásította döntését. Erről így nyilatkozott: „Amikor a Popfesztivál kapcsán találkoztam Déry Tiborral, megkérdeztem tőle: jól értem-e, miről szól a regény. Úgy gondoltam, arról szól, hogy ha elmész innen, magaddal viszed. Mondta: igen. Ezzel helyére is került bennem a történet.” Az akkor még kizárólag rockzenésznek tartott Presser saját zenei világát használta fel a tizenhárom dal komponálásakor, a versek megírásáról pedig Adamis így nyilatkozott: 
Szabadság, emberi lehetőségek, összetartozás, a körülmények hatalma, kitörni vágyás, szeretet, szerelem, hit és más… alap emberi dolgok és érzések foglalkoztattak a zeneszövegekben és a dalokban, ha ugyan okos dolog egyáltalán azokat tartalmilag-érzelmileg elemezni. Azt írtam meg, ami bennem volt, és úgy, ahogy én gondolkodom. A darab témájában, dalaiban, hangvételében különbözik például az úgynevezett amerikai érzetű musicalektől.
A Képzelt riportot már bemutatója előtt sok kritika érte a Bródyék által is megvilágított paradoxon miatt, miszerint a mű az amerikai popkultúra, az ifjúsági szubkultúra túlzásait, vadhajtásait bírálja, ám mégis abból a zenéből táplálkozik, amely ezek egyenes ági leszármazottja. Míg a színházvilág a rockzene integrálását ellenezte, a könnyűzeneiparnak a darab témájával volt problémája; ráadásul a musical tabutémákat döngetett (drog, homoszexualitás, holokauszt). Szántó Péter ezt írta erről És ilyen a Boksz? című könyvében: „A Képzelt riport ellenséges, feszült légkörben készült. A Locomotiv együttesen belül is szakadás jött létre, mert Frenreisz Károly (bátyja, Latinovits Zoltán haraggal távozott a Vígszínházból) kivált az együttesből. Az akkori beat-, rock- vagy popzene sztárjai szinte egytől egyig ellene voltak, mert ifjúságellenesnek tartották magát a regényt, továbbá ellenszenves volt nekik, hogy egy ilyen együttes, mint a Locomotiv, részt vesz egy hivatalos színházi előadáson. Ezt a műfaj elárulásának tekintették.”
A kész mű mind pénzügyileg, mind a kritikusok körében siker lett Európa-szerte. A musical friss zenéjével helyettesítette a betiltott Jézus Krisztus szupersztár után maradt űrt, utat nyitott a rockzenének és egyéb könnyűzenei irányzatoknak a színházba és a többi művészeti ágba. A Képzelt riport Presser életében színházi sikersorozatot indított el, amelyben olyan címek szerepelnek, mint a Harmincéves vagyok, a Jó estét nyár, jó estét szerelem, A padlás, a Túl a Maszat-hegyen és a Vígszínház számos előadásának zenei aláfestése. Számos később népszerű művész kezdte – akár csak főiskolásként – karrierjét a Képzelt riportban.
A dalok – így például a „Menni kéne”, a „Valaki mondja meg”, az „Arra születtem”, a „Vinnélek” és a „Ringasd el magad” – önállóan is nagy népszerűségre tettek szert, beépültek a Locomotiv GT repertoárjába, a magyar popkultúra kiemelkedő alkotásai.

## Főbb bemutatói

### Ősbemutató
Egy öregember küldi szívélyes üdvözleteit a fiataloknak, könnyítsen kedvükön ez a szép fiatal zene.

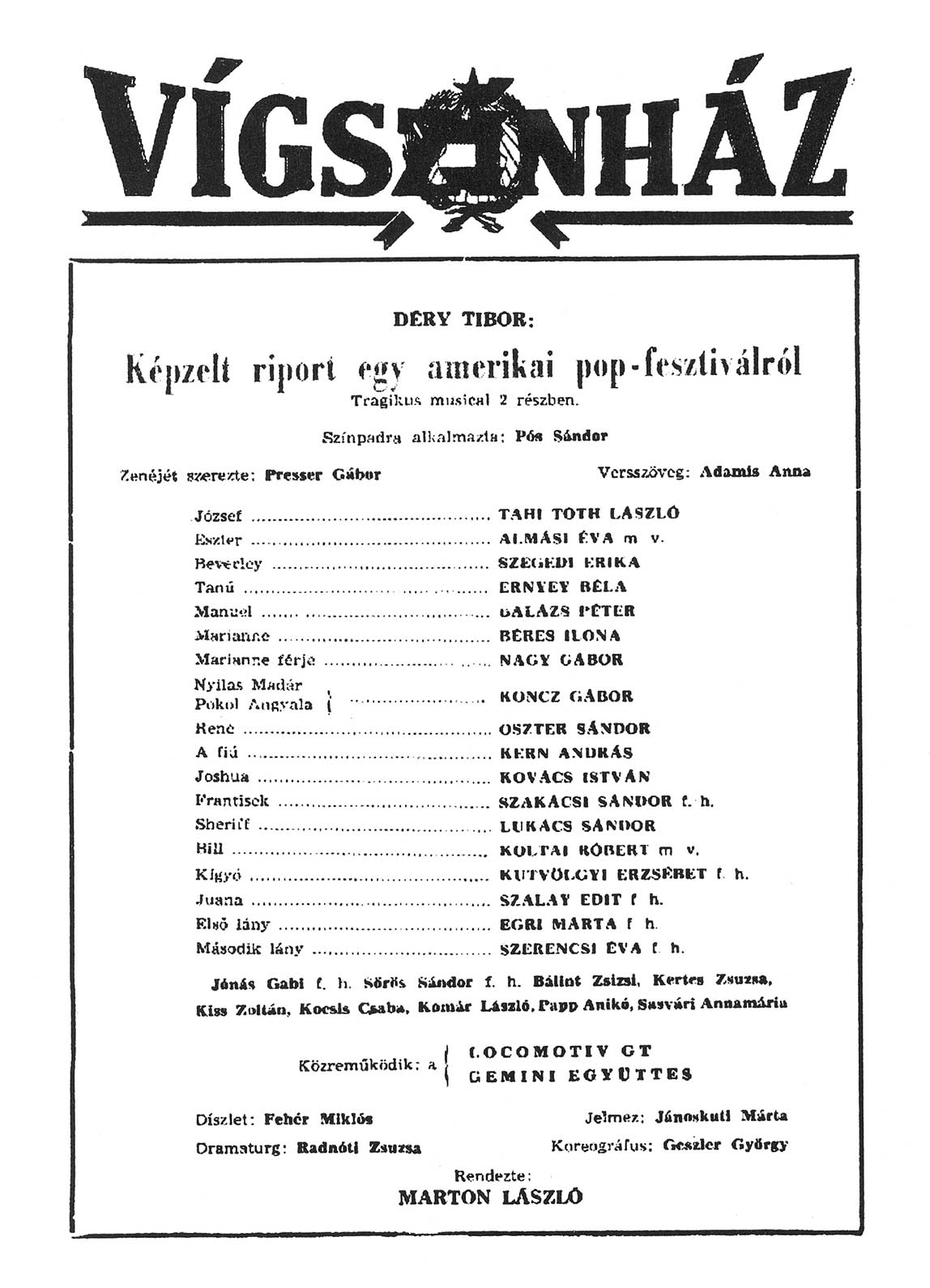
Az ősbemutató plakátja

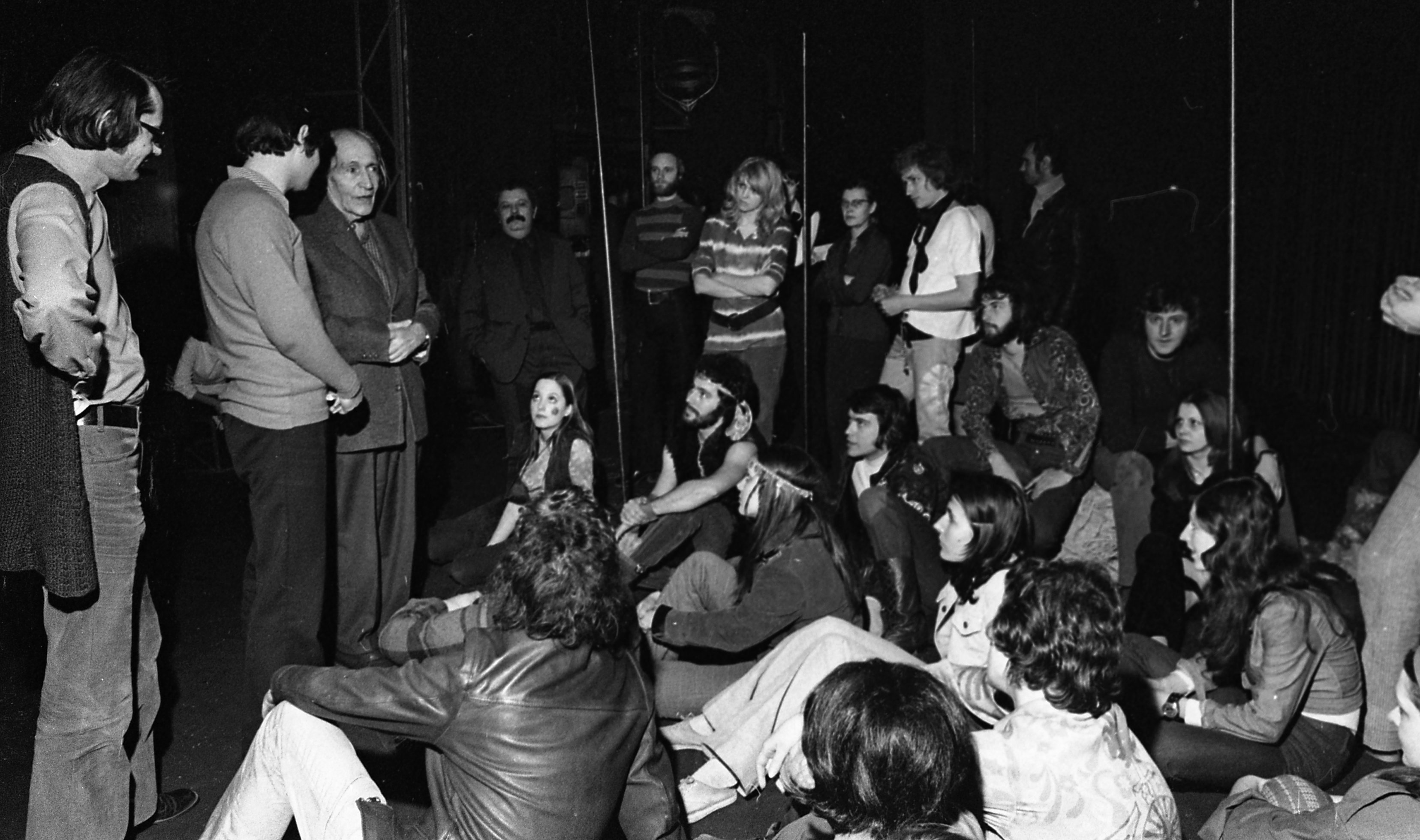
A musical szereplői, középen az író, Déry Tibor, mellette a rendező, Marton László (Vígszínház, 1973)

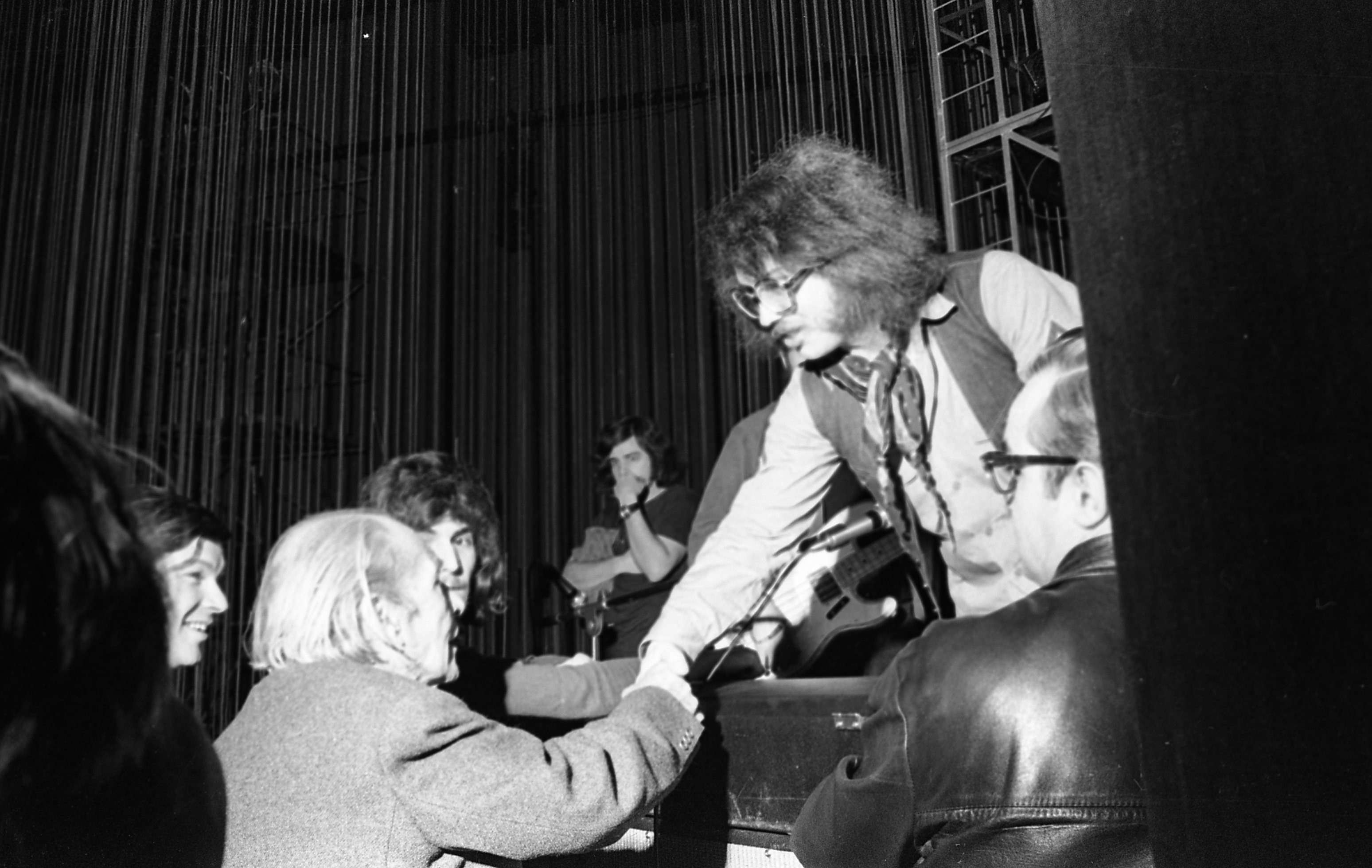
Déry Tibor és Presser Gábor

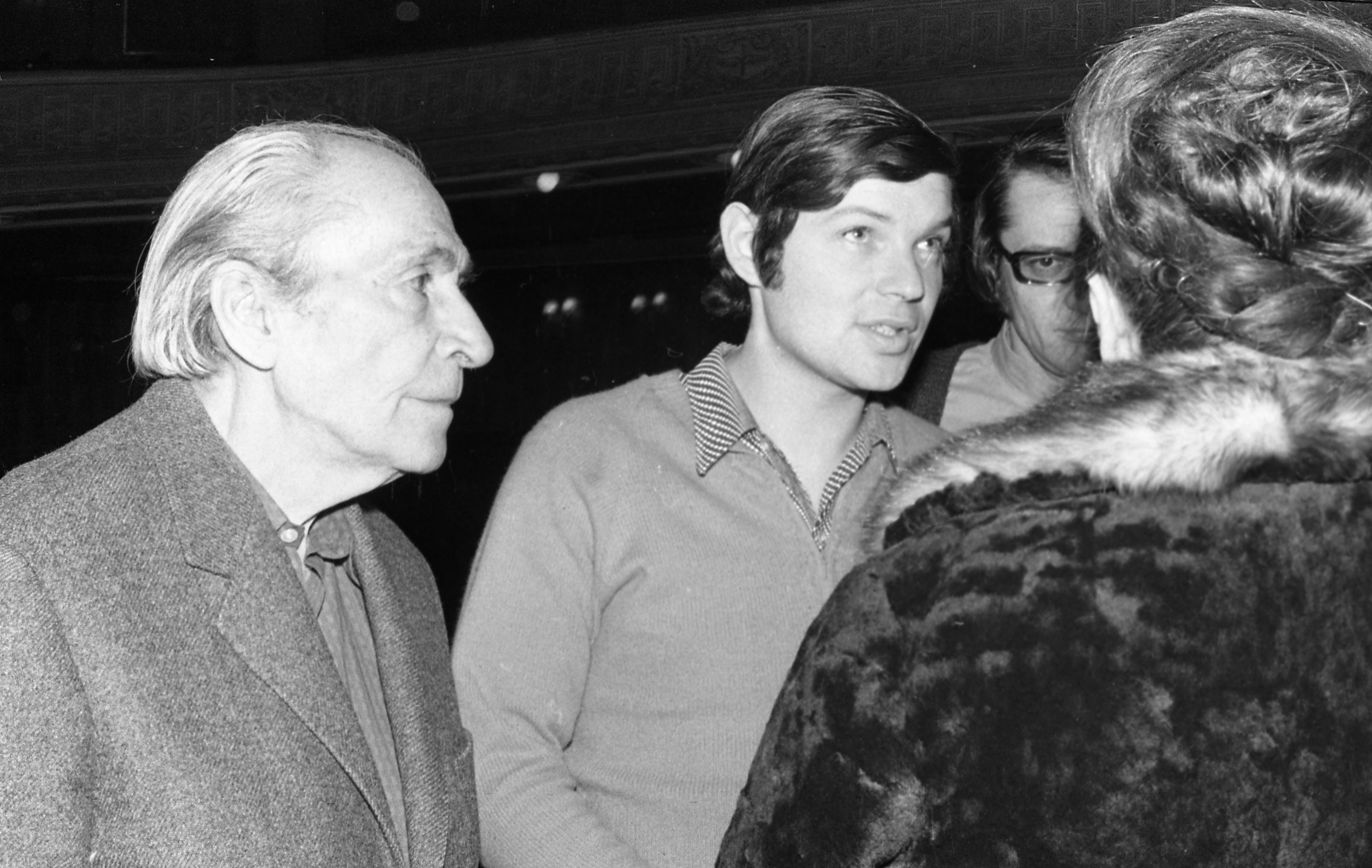
Déry Tibor és Marton László

Az ősbemutatóra 1973. március 2-án került sor a budapesti Vígszínházban. Az előadást Marton László rendezte, Geszler György koreografálta, a díszleteket Fehér Miklós, a jelmezeket pedig Jánoskúti Márta tervezte. A Képzelt riport ebben a formájában nyolc évig játszották a Vígszínház színpadán, amikor is a teátrum Marton vezetésével felújította a darabot, mely változatában ismét évekig futott, összesen több mint négyszáz előadást élt meg.
A rockzenében járatlan fiatal színészgárdának Presser tanította be a dalokat. A darabban előadóként olyan fiatal művészek vettek részt váltott szereposztásban, mint Almási Éva, Apró Attila, Balázs Péter, Béres Ilona, Egri Márta fh., Ernyey Béla, Ferenczi Krisztina fh., Gadányi György, Hegedűs D. Géza fh., Kemény György, Kern András, Koltai Róbert, Koncz Gábor, Komár László, Kovács István, Kútvölgyi Erzsébet fh., Lukács Judit, Lukács Sándor, Moser Zoltán, Nagy Gábor, Oszter Sándor, Szakácsi Sándor fh., Szegedi Erika, Szerencsi Éva fh. és Tahi Tóth László. Az előadásokon kezdetben élőben játszott a Locomotiv GT, majd a Geminivel váltották egymást.
A produkció Európa-szerte vendégjátékokon vett részt – például a weimari Nationaltheaterben (1974), a lipcsei Schauspielhausban (1977), a kelet-berlini Volksbühnében (1978), a bukaresti Bulandrában, a Belgrádi Nemzetközi Színházfesztiválon (BITEF) és a prágai Nemzeti Színházban, így a keleti blokk többi országa és közvetetten a kapitalista országok is megismerkedhettek vele. A prágai vendégjátékra akkora volt az érdeklődés, hogy két előadást kellett tartani egymás után, melyeken részt vett a cseh kulturális élet színe-java, Václav Haveltől Bohumil Hrabalon keresztül Emil Zátopekig mindenki.
Az előadás hanganyagát már a bemutató évében megjelentette LP-n a Qualiton, a Hungaroton elődje (SLPX 16579), majd 1992-ben a Hungaroton gondozásában CD-n a Harmincéves vagyok dalaival egy lemezen adták ki (HCD 37659). A jól ismert borítógrafika Kemény György munkája. A kiadvány kiemelkedő példányszámban kelt el, CD-megjelenésekor felkerült a Mahasz Top 40 albumlistájára, a 2007-es Sziget Fesztivál alatt pedig, ahol koncertváltozatát mutatták be, visszatért ugyanezen lista második helyére.

#### Szereposztás (1973)[36]
- József: Tahi Tóth László
- Eszter: Almási Éva
- Beverley: Szegedi Erika
- Tanú: Ernyey Béla
- Manuel: Balázs Péter
- A fiú: Kern András
- René: Oszter Sándor
- Joshua: Kovács István
- Frantisek: Szakácsi Sándor f.h.
- Bill: Koltai Róbert m.v.
- Nyilas Madár Pokol Angyala: Koncz Gábor
- Marianne: Béres Ilona
- Marianne férje: Nagy Gábor
- Sheriff: Lukács Sándor
- Kígyó: Kútvölgyi Erzsébet f.h.
- Juana: Szalay Edit f.h.
- Első lány: Egri Márta f.h.
- Második lány: Szerencsi Éva f.h.

### Főbb magyar bemutatók

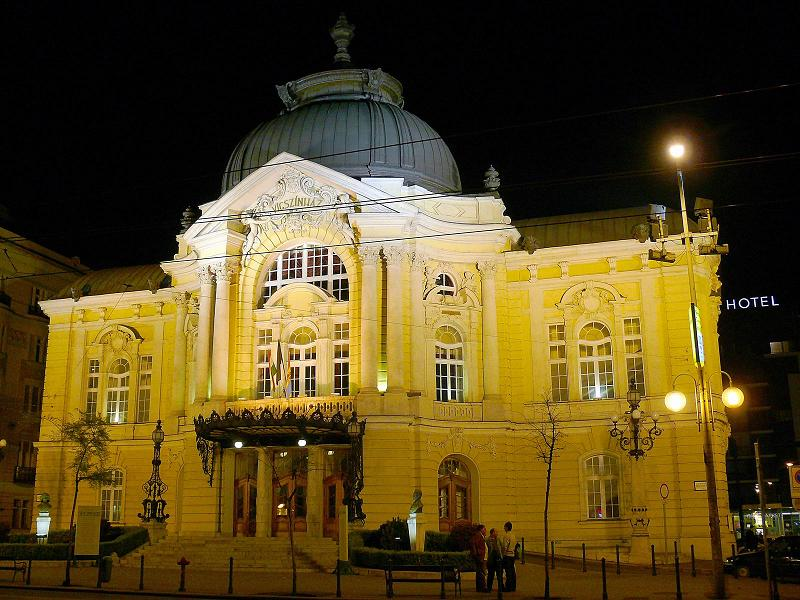
A Vígszínház, az ősbemutató helyszíne

A darabot számos magyar színház bemutatta. A Vígszínház után először már 1974 első felében láthatta a közönség a Szegedi Nemzeti Színházban és a kecskeméti Katona József Színházban. Ez utóbbi produkcióban szerepelt Trokán Péter és Pécsi Ildikó is. További három társulat mutatta be 1975 első felében: a Pécsi Nemzeti Színház, a Miskolci Nemzeti Színház és a szolnoki Szigligeti Színház. Szolnokon József szerepét Szakácsi Sándor játszotta, de szerepelt még Csomós Mari, Czibulás Péter, Usztics Mátyás, Hollósi Frigyes, Andai Katalin és Papp Zoltán. 1979 március végén Győrött a Kisfaludy Színház tűzte műsorára.
Az első erdélyi bemutatót a Kolozsvári Állami Magyar Színház tartotta 1980-ban, Horváth Béla rendezésében. A Vígszínház 1981. szeptember 11-én felújította a darabot Szakácsi Sándorral József szerepében, Kovács Nórával Eszterként, Beverley Hernádi Judit volt, míg a Tanú Rudolf Péter fh. 1986-tól a Veszprémi Petőfi Színház játszotta nagy sikerrel évekig a darabot, 1988 őszén pedig az egri Gárdonyi Géza Színház mutatta be.
Szlovákiában 1993. október 1-jén a Komáromi Jókai Színház játszotta először a musicalt. Újabb három produkció született 1995-ben a zalaegerszegi Hevesi Sándor Színház, a békéscsabai Békés Megyei Jókai Színház és a Veszprémi Petőfi Színház jóvoltából. A második veszprémi bemutatón a színészek közt volt Kováts Kriszta (Eszter), Gazdag Tibor (József), Bajcsay Mária (Beverley) és Novák Péter (Manuel), az előadás dalaiból CD-felvétel készült. Tatabányán a Jászai Mari Színházban 1999 júniusában találkozhatott a közönség a Képzelt riporttal. A Kovalik Balázs rendezte, Juronics Tamás koreografálta szabadtéri premiernek számító 1999-es szegedi produkció augusztus 19-én mutatkozott be a Szegedi Szabadtéri Játékokon és október 9-én a Szegedi Nemzeti Színházban. Esztert Schell Judit, Beverley-t Sáfár Mónika játszotta Kamarás Iván (József) és Novák Péter (Manuel/Mick Jagger) oldalán. A Kőszegi Várszínház 2000 augusztusában mutatta be a darabot.
Bemutatta a Nagyváradi Állami Színház Szigligeti Társulata is 2001. október 7-én. A budapesti Ruttkai Éva Színház 2002 elején sztárszereposztással vitte színre a musicalt; szerepelt Janza Kata, Végvári Eszter, Pintér Tibor, Tallós Rita, Gruiz Anikó, Makrai Pál, Nagy Feró, Fehér Adrienn, Straub Péter, Kinizsi Ottó, Feke Pál és Szekeres István. Szikora János kritikailag sikeres rendezését 2005. január 28-án mutatta be a Szigligeti Színház. 2005 őszén színre vitte a Szatmárnémeti Északi Színház Harag György Társulata és a veszprémi Pannon Várszínház. 2008. január 22-én a Ruttkai Éva Színház ismét bemutatta a darabot, többek között Fehér Adrienn, Nagy Feró, Keresztes Ildikó, Makrai Pál, Babicsek Bernát és Madár Veronika szereplésével.
A Pannon Várszínház társulata 2012 júliusában a Kőszegi Várszínházban, míg a Gárdonyi Géza Színház 2013 októberében Trokán Anna főszereplésével vitte újra színre a musicalt.
2025-ben a Vándorfi László által rendezett változatot országos turné keretében játszották. Ennek során Debrecen, Veszprém, Győr, Szeged és Pécs nagy arénáiban, valamint Budapesten a Papp László Arénában mutatták be, a főbb szerepekben Novák Péterrel, Szabó Kimmel Tamással, Trokán Nórával és Fekete Lindával.

### Német nyelvű bemutató
Az első, keletnémet bemutató 1974. november 21-én, a Weimari Nemzeti Színházban volt Fiktiver Report über ein amerikanisches Pop-Festival címmel Marton László rendezésében. A szöveget Hans Skirecki, a verseket Wolfgang Tilgner írta át német nyelvre. 1974–1978 között 55 előadást játszottak belőle. A vígszínházi ősbemutató bel- és külföldi vendégszereplései után Fritz Bennewitz, a színház főrendezője hívta meg a mindenhol nagy sikerrel játszott előadás nyomán a rendezőt és állították színpadra folytatva Németország szerte a sikersorozatot.

### Angol nyelvű bemutató

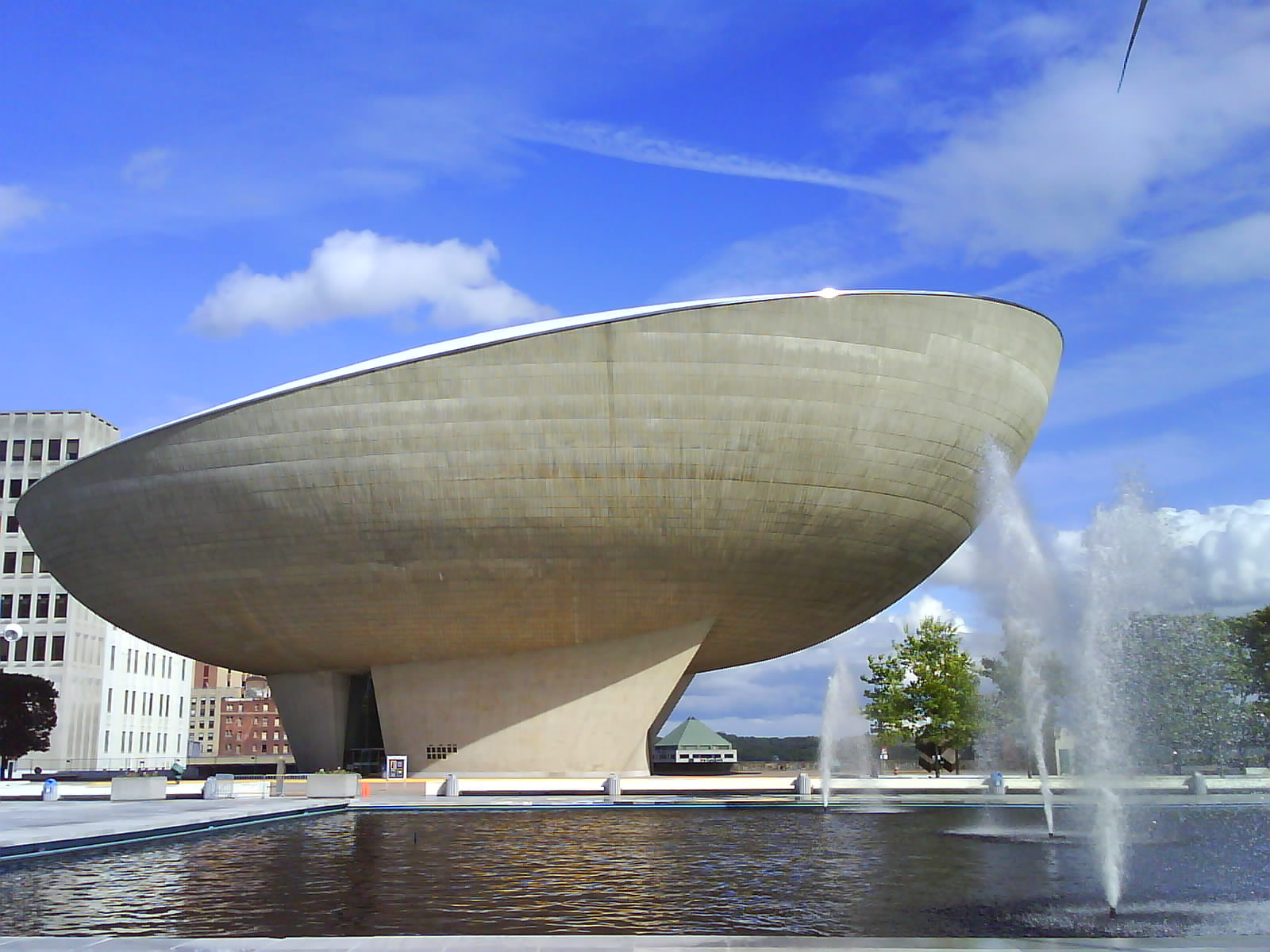
Az albanyi The Egg

Az albanyi (NY, USA) The Egg színház igazgatónője, Rose Deak, miután látta Budapesten a Képzelt riportot, úgy döntött, szeretné bemutatni az amerikai közönségnek is a darabot. Az előkészületek nyolc évig húzódtak, mivel Ronald Reagan első elnöki ciklusa alatt a hidegháborús állapotok miatt a magyar darab bemutatása lehetetlen volt. Deak az Empire State Institute for the Performing Arts (ESIPA), az állami film- és színházművészeti egyetem társulatával dolgozott együtt, akikkel korábban Molnár Ferenc A hattyú című darabját is színre vitte. Az előadásokra 1986. március 15., a magyar nemzeti ünnep és március 22. között került sor.
A musicalt angol nyelvre az ESIPA rendezője, William A. Frankonis fordította és adaptálta An Imaginary Report on an American Rock Festival címen. A dalok fordítása Adamis Anna munkája volt. Az előadást Rose Deak rendezte, Patricia Birch koreografálta, jelmezeit Karen Krammer, díszletét Loren Sherman, a világítást Victor En Yu Tan tervezte. A zenei rendező Louis St. Louis volt, aki Presserrel dolgozott együtt. A darabban Leonard Crofoot (Frantisek), Lynnie Godfrey (Beverley), Joseph Larrabee-Quandi (József), Forest Dino Ray (Manuel) és Jeanne Vigilante (Eszter) szerepelt.

## Rádiójáték
A Képzelt riport… rádiójáték adaptációját 1979. augusztus 29-én mutatta be a Kossuth Rádió. A 76 perces műsort Pós Sándor rendezte, a Vígszínház előadásának zenei alapját használták fel és a Nemzeti Színház stúdióját használták. Eredetileg a színházi előadás felvételét tervezték, ám technikai nehézségek miatt könnyebb volt a különálló rádiójáték rögzítése, s így a darabon is eszközölhettek változásokat. A rádiójáték két riporter (Szegvári Katalin és Szilágyi János) rejtett mikrofonos felvételein keresztül mutatja be a történteket. A főbb szerepekben Hegedüs D. Géza (József), Bencze Ilona (Eszter), Béres Ilona (Beverley), Csomós Mari (Marianne), Dégi István (A fiú), Székhelyi József (Manuel), Sinkó László (bíró), Szombathy Gyula (tanú), Csurka László (pokol angyala), Mécs Károly (hang), Markaly Gábor (René), Vajda László (Joshua), Dunai Tamás (Frantisek), Kovács István (Bill), Borbás Gabi (Juana), Varga Tibor (Marianne férje) és Farkas Zsuzsa (lány) hallhatók. Pós munkatársai Tolnai Ildikó és Bereczky Sándor, a szerkesztő Simon László, a zenei rendező Ruitner Sándor, a zenei vezető Fekete Mária volt.

## A 25. évfordulós felújított változat
A musical negyedévszázados évfordulója alkalmából Presser Gábor és Borlai Gergő vezetésével a dalokat átdolgozták, újrahangszerelték. A felfrissített dalok a BMG Ariola Hungary gondozásában jelenetek meg 1998-ban, a kor könnyűzenei nagyságainak előadásában (Kovács Ákos, Szinetár Dóra, Lovasi András, Bíró Eszter, Fehér Adrienn, Kaszás Attila, Kohánszky Roy, Szolnoki Péter, Balázsovits Edit, Novák Péter és Tisza Bea).
Ezekből a dalokból Novák Péter vezetésével egyórás koncertváltozat állt össze, amely elhagyta a darab cselekményét és táncbetétekkel bővült. Ezt a változatot a 2000-es LGT Fesztiválon és a 2007-es Sziget Fesztiválon mutatták be.

## Popfesztivál 40
A musical dalait és cselekményvázlatát felhasználva mutatkozott be 2013. szeptember 8-án a Vígszínházban Eszenyi Enikő rendezésében, Füzér Anni díszlet- és jelmezterveivel a Popfesztivál 40 című előadás, amely a Képzelt riport első negyven évének volt hivatott emléket állítani. Az előadásban archív felvételeket használtak az eredeti produkcióból, de feltűnt Tahi-Tóth László és Almási Éva is. Mellettük a főbb szerepeket Balázsovits Edit (Eszter), Telekes Péter (József), Bata Éva (Marianne), Mészáros Máté (tanú, Joshua), Péter Kata (Beverley), Molnár Áron (Pokol angyala), Lajos András (Manuel), Józan László (Bill), Géczi Zoltán (fiú), Gonda Kata e.h. (Juana) és Kopek Janka e.h. (lány) játszották.
A premiert a Vígszínház igazgatói posztjáért vívott verseny közepette tartották. A két aspiráns az újrázni kívánó Eszenyi és az ősbemutató egyik szereplője és a szolnoki Szigligeti Színház igazgatója, Balázs Péter voltak. A Popfesztivál 40-t rendező Eszenyi Balázst is meghívta a darabba, aki ezt elutasította, így csak archív felvételen szerepelt.

## Fogadtatása
A Képzelt riportot a Frankfurter Allgemeine Zeitung kritikusa témájában, hangulatában a Hairhez, zeneileg a Porgy és Besshez, az amerikai előadás rendezője pedig történetileg a West Side Storyhoz hasonlította.

### Az eredeti produkció magyar kritikái
Megjelenését követően nagy visszhangot váltott ki, mind a kritika, mind a közönség pozitívan fogadta. Szántó Erika, a Színház kritikusa így írt a musicalről: „Pós Sándor ötletet, témát, figurákat és egy történetet merített Déry művéből, mindazt, ami tulajdonképpen vagy kicserélhető, vagy elhagyható, vagy szabadon változtatható a műben. Összerakott egy ügyes és jól kezelhető keretet és – üresen hagyta. Mindez azonban nem kifogásolandó, hanem elismerésre méltó. Az adaptáló felismerte, hogy ez a szabálytalan regény a legkevésbé sem adaptálható, de nagyszerű színpadi alkalom. […] A Vígszínház előadásában sok mindennek lehet és érdemes is örülni. Azzal kezdem, ami önmagában nem is olyan fontos: örvendetes egy színvonalas magyar musical létrejötte […] Azonban fontosabbnak tűnik az új színpadi műfaj megjelenésénél az új színházi minőség megjelenése.” Ungvári Tamás így írt a Magyar Nemzet oldalain: „…megszületett az első rock-musical, melynek irodalmi és zenei anyaga bízvást vetekedhet a külföldi példákkal… Adamis Anna dalszövegei érzékeny, költői meghosszabbításai Déry dialógjainak, és a Presser Gábor komponálta remek songok természetes könnyedséggel kapcsolódnak a műhöz, nagyszerű dramaturgiai felfokozóerővel hatnak…” „[B]iztatást érdemlő törekvés[nek]” és „ihletett, rangos szuggesztív előadás[nak]” írta le a Vígszínház produkcióját, s úgy vélte hogy ezt egy „elejétől a végéig átkomponált zenés darabnak kellene követni.” Kritikát közölt róla továbbá az Esti Hírlap, a Népszava, a Népszabadság, a Fővárosi Színházak Műsora, az Ország-világ, a Tükör, az Élet és Irodalom, a Kritika, a Kortárs, a Jelenkor és a Népújság.

### Nemzetközi visszhang
A bemutatóra – a vendégjátékoknak köszönhetően – a nemzetközi sajtó is felfigyelt, így dicsérő kritika jelent meg róla többek közt a The Times, a The Guardian és a Frankfurter Allgemeine Zeitung hasábjain is. Wolfgang Bittner, a FAZ kritikusa szerint „Magyarország legtehetségesebb popzenészének muzsikája a beat minden keménysége mellett szelíd, elgondolkodtató musicalzene marad, legtöbbször lírai alaphangban: olyan dallamokkal, amelyek a legrégebbi magyar zenéhez pentatonikus színezéssel nyúlnak vissza.” Adamis verseit „gyengédségükben, de keménységükben is Petőfire emlékeztető, költői alkotások”-nak nevezte. A témáról így írt: „Valószínűleg ez az első ilyen darab Kelet-Európában. […] A Hair című musicalben a háború és gyarmatosítás elleni tiltakozást a zene teljesen háttérbe szorítja, a Képzelt riportban viszont az előzményeket hűvös riporteri hangon részletezik, magyarázzák, úgyhogy a nézőnek lehetősége van elmélkedni.” Frank Lipsius a The Timestól 1973. április 27-én így írt: „A Képzelt riport egyike a legnépszerűbb új daraboknak Budapesten, és kedvező képet ad a színház nyílt légköréből. Bár a darabot az egyik legjobb állandó színház adja, a szereplők többsége 30 év alatt van, s a közönség nagyobb része is. De nem ez a meglepő, hanem a középkorú és idősebb nézők jelenléte. Ez olyan, mintha a Royal Shakespeare Company műsorára tűzné a Hairt, s annál a közönségnél is sikerre találna, amely higgadtabb szórakozásért jött a színházba. […] A Popfesztivál a rockkultuszt komolyan veszi, nemcsak azért, mert annyira idegen, […] hanem azért, mert – ami a színházat illeti – Kelet-Európa komolyan vette azt, amit nálunk azzal intéznek el, hogy gyerekeknek való.” Bart Mills, szintén a The Times újságírója 1973. július 28-án úgy jellemezte a darabot, mint „az első rockmusical […], melyet valaha a »vasfüggöny« mögött bemutattak, ha nem számítjuk a Hairt a független Jugoszláviában”, illetve hogy „a fele sem rossz.” A jó feleként Presser zenéjét és a „Menni kéne” című dalt, a rossz feleként „a propaganda ízű történet”-et nevezte meg. Véleménye szerint bár Altamont bemutatásával számos telitalálatot ér el, de elfeledkezik Amerika másik arcáról és Woodstockról.
A darab amerikai bemutatójára is felfigyelt a helyi sajtó, ám kevésbé lelkes fogadtatásban részesítették, mint az európai kollégáik. Martin P. Kelly, a Times Union újságírója – elismerve, hogy a musical Európában azonnali siker lett – úgy érezte, a darabból valami elveszhetett a fordítás során. Kritizálta a „didaktikus” történetvezetést, a zenét, a színészeket és a rendezést gyengének találta. Szerinte „egy egész felvonás, de legalábbis egy prológus hiányzott”, mivel Józsefet és Esztert csak elválásuk után mutatja a musical, motivációik rejtve maradnak. A The Knickerbocker News kritikusa, Bob Goepfert már jobb véleménnyel volt a Képzelt riportról, de úgy érezte: „olyan munka, ami vagy a maga ideje után húsz évvel, vagy húsz évvel előtte jár”, de „kevés köze van az 1980-as évekhez.” A cselekményszövést ő is túlbonyolítottnak ítélte, de a színészi játékot erősnek, a zenei vonalat bámulatosnak, a koreográfiát pedig frissnek vélte. Cikkét így fejezte be: „Ez a produkció a közönség fiatal tagjait szórakoztatni fogja, de elég kevés betekintést nyújt húsz évvel ezelőtti kultúránkba. Sajnos oly naiv, hogy a mai tizenéveseket befolyásolni tudó drogellenes kampányként sem hatékony.”

### 2007-es kritikák
Amikor a 2007-es Sziget Fesztivál nulladik napján a musical koncertváltozata vezette fel a Locomotiv GT-t, a mű ismét a média fókuszába került. Bár számos kritikus elégedetten távozott a koncertről, elismerve a dalok időtállóságát és a művészek tehetségét, többen a darab ellen léptek fel. Előtérbe helyezték a fentebb említett paradoxont, bírálták a témát, az alapul szolgáló kisregényt, Presserék motivációját, a már megírásukkor elavultnak ítélt dalokat, azok felújítását és az eredeti vígszínházi produkciót is. Valuska László, az Index újságírója „Sziget-ellenes kommunista propagandamű”-nek nevezte, és azt írta: „…Déry a porba gyalázta azt a kultúrát, amiért [Bródyék] annyira rajongtak. De ekkor jött az Adamis Anna–Presser Gábor páros, akik biztos a belülről bomlasztás jól ismert stratégiája miatt elkészítik az előadást, miközben teljesen kitörlik az emberek fejéből, mennyire súlyos baromságokat írt le Déry. Mára a Képzelt riport ugyanolyan béna házibulizene, mint az István, a király. Plusz a kiherélt ideológiai maszlag a háttérben mégis csak megmaradt, elég elolvasni a musical dalszövegeit, ezért érthetetlen, miért ezzel ünneplik a Sziget 15. évfordulóját.” Uj Péter a Népszabadságban szintén aláhúzta téma fonákságait: „Szóval tehát: máma kezdődik a förgetes páré, egy rettenetes, ostoba, rockellenes kurzusdarab rockoperett-változatával, amely változat helyi érdekű rocklegendává lett az idők során, bizonyítva, hogy Árpád népe az égvilágon semmit sem értett meg a rock and rollból, a még rosszabbik esetben a rendszerváltásból sem, ellenben Aczél György szavaira nagyon is fogékony. […] Csak értékén kell, illetve kéne kezelni az értékeket, a Képzelt riportot elfejteni, ahogy van, és ahogy Horn Gyulát nem tüntették ki, úgy Presser-Adamisnak kijárna a saller, már ha úgy akarnánk tenni, mintha lett volna rendszerváltás.” (Az újság másik kritikusa Papp Sándor Zsigmond ellenben elismeréssel írt a koncertről.)
A negatív vélemények ellen Sebők János emelt szót az Élet és Irodalom következő számában, erre a konklúzióra jutva: „A bemutató a hetvenes évek elején lezajlott szellemi mészárlás közepette így egyfajta kitörési pontot jelentett abból az ideológiai gettóból, ami oly sok mindent és mindenkit bénított (likvidált, száműzött) ebben az országban. S bár megszületésekor, illetve később is – ahogy tíz évvel később az István, a király esetében is történt – valóban politikai hatalmasságok, majd viták »játékszerévé« vált, de a darab utóélete, az azóta létrejött átdolgozások, rendezői koncepciók bizonyítják, hogy a mű kiállta az idők próbáját. S ami fő, a közönség csaknem harmincöt év múltán is a magáénak érzi.”